# Campeonato Asiático de Atletismo em Pista Coberta de 2023
A 10ª edição do Campeonato Asiático de Atletismo em Pista Coberta foi o evento esportivo organizado pela Associação Asiática de Atletismo (AAA) no Palácio dos Esportes do Cazaquistão, em Astana, no Cazaquistão, no período de 10 a 12 de fevereiro de 2023. Foram disputados 26 provas no campeonato com a presença de 282 atletas de 30 nacionalidades. Ao longo da competição 3 recorde do campeonato foram batidos, com destaque o Japão com 15 medalhas no total. A edição de 2020 que seria realizada em Hangzhou na China foi cancelada devido à Pandemia de COVID-19.

## Medalhistas

### Masculino
Os resultados do campeonato foram os seguintes.
| Evento              | Ouro                                                                                | Ouro    | Prata                                                                              | Prata   | Bronze                                                                                               | Bronze  |
| ------------------- | ----------------------------------------------------------------------------------- | ------- | ---------------------------------------------------------------------------------- | ------- | --- | ------- |
| 60 m                | Imranur Rahman · Bangladesh                                                         | 6.59    | Shak Kam Ching · Hong Kong                                                         | 6.65    | Ryota Suzuki · Japão                                                                                 | 6.66    |
| 400 m               | Ammar Ismail Ibrahim · Catar                                                        | 46.25   | Mikhail Litvin · Cazaquistão                                                       | 46.39   | Fan Tianrui · China                                                                                  | 47.30   |
| 800 m               | Ebrahim Al-Zofairi · Kuwait                                                         | 1:49.33 | Abdirahman Saeed Hassan · Catar                                                    | 1:49.58 | Musaeb Abdulrahman Balla · Catar                                                                     | 1:49.68 |
| 1500 m              | Kazuto Iizawa · Japão                                                               | 3:42.83 | Mohamad Al-Garni · Catar                                                           | 3:43.39 | Adam Ali Musab · Catar                                                                               | 3:43.42 |
| 3000 m              | Mohamad Al-Garni · Catar                                                            | 7:55.25 | Keita Sato · Japão                                                                 | 7:56.41 | Shadrack Kimutai Koech · Cazaquistão                                                                 | 7:59.84 |
| 60 m com barreiras  | David Yefremov · Cazaquistão                                                        | 7.65    | Chen Kuei-Ru · Taipé Chinesa                                                       | 7.68    | Shuhei Ishikawa · Japão                                                                              | 7.70    |
| Revezamento 4x400 m | Cazaquistão · Andrey Sokolov · Elnur Mukhitdinov · Vyacheslav Zems · Mikhail Litvin | 3:09.15 | Catar · Hussain Ibrahim · Ismail Dawood · Femi Seun Ogunode · Ammar Ismail Ibrahim | 3:09.26 | Tajiquistão · Leonid Pronzhenko · Mirsaid Mirzozoda · Mukhammadrizo Mirzozoda · Aleksandr Pronzhenko | 3:34.45 |
| Salto em altura     | Ryoichi Akamatsu · Japão                                                            | 2.28    | Woo Sang-hyeok Coreia do Sul                                                       | 2.24    | Majd Eddin Ghazal Síria                                                                              | 2.24    |
| Salto com vara      | Hussain Al-Hizam · Arábia Saudita                                                   | 5.45    | Seif Heneida · Catar                                                               | 5.35    | Patsapong Amsam-ang · Tailândia                                                                      | 5.35    |
| Salto em distância  | Lin Yu-Tang · Taipé Chinesa                                                         | 8.02    | Jeswin Aldrin · Índia                                                              | 7.97    | Zhang Mingkun · China                                                                                | 7.92    |
| Salto triplo        | Fang Yaoqing · China                                                                | 17.20 , | Praveen Chithravel · Índia                                                         | 16.98   | Yu Kyu-min Coreia do Sul                                                                             | 16.73   |
| Arremesso de peso   | Tajinderpal Singh Toor · Índia                                                      | 19.49   | Karanveer Singh · Índia                                                            | 19.37   | Chen Xiaodong · China                                                                                | 18.85   |
| Heptatlo            | Yuma Maruyama · Japão                                                               | 5801    | Keisuke Okuda · Japão                                                              | 5497    | Janry Ubas · Filipinas                                                                               | 5306    |

### Feminino
Os resultados do campeonato foram os seguintes.
| Evento              | Ouro                                                                                         | Ouro    | Prata                                                                                       | Prata   | Bronze                              | Bronze        |
| ------------------- | -------------------------------------------------------------------------------------------- | ------- | ------------------------------------------------------------------------------------------- | ------- | ----------------------------------- | ------------- |
| 60 m                | Farzaneh Fasihi Irão                                                                         | 7.28    | Olga Safronova · Cazaquistão                                                                | 7.32    | Valentin Vanesa Lonteng · Indonésia | 7.37          |
| 400 m               | Elina Mikhina · Cazaquistão                                                                  | 54.07   | Nguyễn Thị Huyền · Vietname                                                                 | 54.68   | Sri Maya Sari · Indonésia           | 54.88         |
| 800 m               | Wu Hongjiao · China                                                                          | 2:06.85 | Ayano Shiomi · Japão                                                                        | 2:07.18 | Xinyu Rao · China                   | 2:08.75       |
| 1500 m              | Nguyễn Thị Oanh · Vietname                                                                   | 4:15.55 | Yume Goto · Japão                                                                           | 4:19.29 | Akbayan Nurmamet · Cazaquistão      | 4:21.31       |
| 3000 m              | Caroline Chepkoech Kipkirui · Cazaquistão                                                    | 9:01.98 | He Wuga · China                                                                             | 9:03.43 | Yuma Yamamoto · Japão               | 9:09.29       |
| 60 m com barreiras  | Masumi Aoki · Japão                                                                          | 8.01 ,  | Jyothi Yarraji · Índia                                                                      | 8.13    | Chen Jiamin · China                 | 8.15          |
| Revezamento 4x400 m | Cazaquistão · Adelina Zems · Aleksandra Zalyubovskaya · Kristina Kondrashova · Elina Mikhina | 3:44.21 | Uzbequistão · Laylo Allaberganova · Kamila Mirsolieva · Malika Radzhabova · Farida Soliyeva | 3:46.45 | Não concedido                       | Não concedido |
| Salto em altura     | Nadezhda Dubovitskaya · Cazaquistão                                                          | 1.89    | Kristina Ovchinnikova · Cazaquistão                                                         | 1.89    | Yelizaveta Matveyeva · Cazaquistão  | 1.84          |
| Salto com vara      | Mayu Nasu · Japão                                                                            | 4.00    | Pavithra Vengatesh · Índia                                                                  | 4.00    | Rosy Meena Paulraj · Índia          | 3.90          |
| Salto em distância  | Sumire Hata · Japão                                                                          | 6.64 ,  | Huang Yingying · China                                                                      | 6.43    | Darya Reznichenko · Uzbequistão     | 6.37          |
| Salto triplo        | Sharifa Davronova · Uzbequistão                                                              | 13.98   | Mariko Morimoto · Japão                                                                     | 13.66   | Chen Ting · China                   | 13.52         |
| Arremesso de peso   | Jeong Yu-sun Coreia do Sul                                                                   | 16.98   | Lee Soo-jung Coreia do Sul                                                                  | 16.45   | Eki Febri Ekawati · Indonésia       | 15.44         |
| Pentatlo            | Ekaterina Voronina · Uzbequistão                                                             | 4386    | Swapna Barman · Índia                                                                       | 4119    | Yuki Yamasaki · Japão               | 4078          |

## Quadro de medalhas
| Ordem | País           | Medalha de ouro | Medalha de prata | Medalha de bronze | Total |
| ----- | -------------- | --------------- | ---------------- | ----------------- | ----- |
| 1     | Japão          | 6               | 5                | 4                 | 15    |
| 2     | Cazaquistão    | 6               | 3                | 3                 | 12    |
| 3     | Catar          | 2               | 4                | 2                 | 18    |
| 4     | China          | 2               | 2                | 6                 | 10    |
| 5     | Uzbequistão    | 2               | 1                | 1                 | 4     |
| 6     | Índia          | 1               | 6                | 1                 | 8     |
| 7     | Coreia do Sul  | 1               | 2                | 1                 | 4     |
| 8     | Taipé Chinesa  | 1               | 1                | 0                 | 2     |
| 8     | Vietname       | 1               | 1                | 0                 | 2     |
| 10    | Bangladesh     | 1               | 0                | 0                 | 1     |
| 10    | Irão           | 1               | 0                | 0                 | 1     |
| 10    | Kuwait         | 1               | 0                | 0                 | 1     |
| 10    | Arábia Saudita | 1               | 0                | 0                 | 1     |
| 14    | Hong Kong      | 0               | 1                | 0                 | 1     |
| 15    | Indonésia      | 0               | 0                | 3                 | 3     |
| 16    | Filipinas      | 0               | 0                | 1                 | 1     |
| 16    | Síria          | 0               | 0                | 1                 | 1     |
| 16    | Tajiquistão    | 0               | 0                | 1                 | 1     |
| 16    | Tailândia      | 0               | 0                | 1                 | 1     |
| Total | Total          | 26              | 26               | 25                | 77    |

## Participantes
Um total de 282 atletas de 30 nacionalidades participaram do evento.
- Afeganistão (1)
- Bangladesh (2)
- China (24)
- Taipé Chinesa (4)
- Hong Kong (12)
- Índia (25)
- Indonésia (4)
- Irão (8)
- Iraque (7)
- Japão (27)
- Cazaquistão (65)
- Kuwait (13)
- Quirguistão (8)
- Laos (1)
- Líbano (3)
- Macau (2)
- Maldivas (2)
- Omã (2)
- Paquistão (5)
- Filipinas (6)
- Catar (10)
- Arábia Saudita (6)
- Coreia do Sul (8)
- Singapura (3)
- Síria (1)
- Tajiquistão (6)
- Tailândia (3)
- Turquemenistão (5)
- Uzbequistão (15)
- Vietname (4)

Legenda
| Recorde mundial       | Recorde mundial (World record)               |                       | Recorde africano                      | Recorde africano (African) |                                           | Q | Classificado por posição (Qualified) |
| Recorde do campeonato | Recorde do campeonato (Championship record)  | Recorde da América    | Recorde da América (Americas)         | q                          | Classificado por melhor tempo (Qualified) |   |                                      |
| Melhor marca do ano   | Melhor marca do ano (World leading)          | Recorde asiático      | Recorde asiático (Asian)              | DNS                        | Não largou (Did not start)                |   |                                      |
| Recorde nacional      | Recorde nacional (National record)           | Recorde europeu       | Recorde europeu (European)            | DNF                        | Não terminou (Did not finish)             |   |                                      |
| Recorde pessoal       | Recorde pessoal do atleta (Personal best)    | Recorde da Oceania    | Recorde da Oceania (Oceania)          | DSQ / DQ                   | Desclassificado (Disqualified)            |   |                                      |
| Recorde da temporada  | Recorde da temporada do atleta (Season best) | Recorde sul-americano | Recorde sul-americano (South America) | NM                         | Sem marca (No mark)                       |   |                                      |